# Sergueï Pouskepalis
Sergueï Vitaoutovitch Pouskepalis (en russe : Сергей Витаутович  Пускепалис), né le 15 avril 1966 à Koursk (Union soviétique) et mort le 20 septembre 2022, est un acteur et metteur en scène soviétique puis russe, également directeur de théâtre et professeur d'art dramatique. 
Il est surtout connu pour ses rôles dans les films primés Les Choses simples et Comment j'ai passé cet été, tous deux réalisés par Alekseï Popogrebski. Il a remporté un prix Nika du meilleur acteur en 2008, ainsi que d'un Ours d'argent du meilleur acteur au 60e Festival international du film de Berlin en 2010.

## Filmographie partielle

### Au cinéma
- 2003 : The Stroll
- 2007 : Les Choses simples d'Alekseï Popogrebski
- 2010 : Comment j'ai passé cet été d'Alekseï Popogrebski
- 2011 : There Was Never a Better Brother de Murad Ibraguimbekov : Jalil
- 2011 : Sibérie, Monamour de Viatcheslav Ross (ru) : colonel
- 2012 : Moy paren - Angel de Vera Storojeva : père de Sacha
- 2012 : Metro d'Anton Meguerditchev : Andreî Garine
- 2016 : Le Brise-glace (Ледокол, Ledokol) de Nikolay Khomeriki : Valentin Savchenko

### À la télévision
- 2010 : Aptekar, série télévisée : Mikhaïl Streltsov

## Distinctions
- Kinotavr 2007 : Prix du meilleur acteur pour Les Choses simples[2].
- Aigle d'or 2018 : Aigle d'or du meilleur acteur à la télévision pour Et dans notre cour.